# Ron Weasley
Ronald Bilius Weasley (1980. március 1. –) J. K. Rowling Harry Potter című könyvsorozatának egyik főszereplője, varázsló, kitalált szereplő. Karakterét a könyvekből készült azonos című filmekben Rupert Grint alakítja. A patkányát Makesznak hívják, bár valójában egy varázsló (Peter Pettigrew) átváltozva. Később kap egy baglyot, Pulipintyet.

## Családja
Családja tekintélyes aranyvérű család, bár sokan – főleg a Malfoyok és a Blackek – vérárulónak tartják őket. Ennek oka, hogy Ron édesapja, Arthur Weasley szívesen foglalkozik a mugli világgal, valamint hogy a család tagjai (pl. Ron is) félvérűekkel és „sárvérűekkel” barátkoznak.
Édesanyja Molly Weasley – leánykori neve Molly Prewett –, akinek családját Voldemort kiirtotta.
Édesapja Arthur Weasley, akinek gyengéje a mugli világ: szívesen szerel szét és rak újra össze mugli tárgyakat a családi ház sufnijában, gyakran úgy, hogy valamilyen varázslattal különlegessé teszi azokat (például repülő Ford). A mugli- tárgyakkal való visszaélési főosztályt vezeti, ahol rajta kívül csak Perkins dolgozik
Heten vannak testvérek a családban, vagyis Ronnak hat testvére van: Bill, Charlie, Percy, Fred és George (ikrek), valamint Ginny. Ginny nemzedékek óta az első lánygyermek a Weasley családban.
Nagyszülei:
- Cedrella Black (1917–1986)
- Septimus Weasley (1917–1992)

Mivel a családban sok gyerek van, elég szegények, mindent használtan kapnak.

## Élete, szerepe a cselekményben
|  | Alább a cselekmény részletei következnek! |

Ron a Weasley család hatodik gyermekeként látta meg a napvilágot. Kiskorában sokat rendetlenkedtek vele ikerbátyjai, egy ilyen esetből származik pókiszonya is: Fred pókká változtatta a plüssmackóját.

### Harry Potter és a bölcsek köve
1991. szeptember 1-jén, a King’s Cross pályaudvaron ismeri meg Harry Pottert, amikor Harry megkérdezi Ron édesanyját, hol lehet bejutni a 9 és ¾-ik vágányra. A vonaton aztán egy kupéba kerülnek, ahol jobban megismerkednek egymással és barátságot kötnek. A vonaton ismerkednek meg Hermione Grangerrel is, akit először kicsit furának, fontoskodónak tartanak, Ron rendszeresen ki is gúnyolja a lányt. A troll támadása után viszont Hermione is a barátjuk lesz. Együtt próbálják megfejteni a Bölcsek köve rejtélyét, év végén hárman indulnak a kő „megmentésére”. Bátorságukért az év végi lakomán összesen 160 pontot kapnak, ami még kiegészül Neville 10 pontjával, így a Griffendél 7 év után újra megnyeri a Házkupát.

### Harry Potter és a Titkok Kamrája
Mivel Harry Dobby, a házimanó balul sikerült látogatása következtében a szobájába lett zárva, Ron, Fred és George úgy döntenek, hogy kiszabadítják. Ehhez kölcsönveszik apjuk repülő kocsiját. Megérkezésük után Weasley-anyuka leteremti őket, de az ellen természetesen semmi kifogása, hogy Harry náluk lakjon. Szeptember elsején Harryvel menne át a Roxfort Expresszhez vezető titkos átjárón, de a fal nem engedi át őket. Így ismét kölcsönveszik Arthur Weasley autóját, amivel nehézségek árán, de eljutnak Roxfortba. Első nap Ron rivallót kap édesanyjától. A tanév során Harryvel és Hermionéval ismét bajba keverednek: ki szeretnék deríteni, mi a Titkok Kamrája, és hogy mi az oka a mugli születésű tanulók ellen elkövetett támadásoknak. Mikor már Hermione is sóbálvánnyá változik, Ginnyt pedig elrabolják és leviszik a Kamrába, Harry és Ron elhatározza, megkeresik a Titkok Kamráját, ami sikerül is nekik. Lockhart professzorral lemennek, ám a professzor megpróbálja őket egy Exmemoriam átokkal megállítani. Azonban ez visszapattan Lockhartra, Ronnak ott kell maradnia vele, így Harry kénytelen egyedül folytatni útját. Megvívja csatáját az ifjú Voldemorttal, vagyis a 16 éves Tom Rowle Denemmel, majd épségben felhozza Ginnyt, Ront és Lockhartot a Kamrából. Ron és Harry „Önzetlenül az Iskoláért” díjat, valamint fejenként 200 pontot kapnak, így a Griffendél ebben az évben is Házkupa-győztes.

### Harry Potter és az azkabani fogoly
Ebben a tanévben az Abszol úton találkozik barátaival, dicsekedik az egyiptomi nyaralásával és Makesznek (Pettigrew-nek) vesz élénkítőt. A vonaton nagyon megijed a dementoroktól, de nem ájul el. A cselekmény tetőpontjában Sirius eltöri a lábát, órák múlva már a gyengélkedőben fekszik. Ráadásul a patkánya, Makesz igazából Peter Pettigrew, aki Voldemort híve. Harryvel együtt készül a vizsgákra.

### Harry Potter és a Tűz Serlege
Ron meghívja Harryt a kviddicsvilágkupa döntőjére, majd Harry ott is marad náluk a vakáció végéig. Amikor a Tűz Serlege kidobja Harry nevét, megsértődik, mert azt hiszi, Harry dobta bele a saját nevét. Az első próba után békülnek ki. A második próbára segít készülni Harrynek, amíg McGalagony a szobájába nem hívja őket, hogy elkábítsák a négy túszt. Harrynek Ront kell megmentenie. Aztán a harmadik próbára is segít Harrynek felkészülni. Rajta próbálja Harry a kábító átkot és a többit. Mikor kimennek a kilenc és háromnegyedik vágányról, Ron megígéri, hogy hamar kimenekítik Dursleyéktól.

### Harry Potter és a Főnix Rendje
Ron Hermione Granger társaságában a Főnix Rendjének főhadiszállásán, a londoni Grimmauld tér 12.-ben tölti a vakáció nagy részét, itt találkozik vele Harry Potter újra, mikor a rend őt is áthozza ide. Mindenki meglepetésére Ront prefektussá nevezik ki Hermionéval együtt, amire Ron, látszólagos húzódozása ellenére, nagyon büszke. Szüleitől jutalmul egy Jólsep-R seprűt is kap ezért ajándékba. Ő is részt vesz Harryvel a Dumbledore Serege nevű titkos társaság megalapításában, melynek célja küzdeni a Mágiaügyi Minisztérium, közelebbről Umbridge professzor hatása ellen. Elkíséri Harryt Londonba, amikor az a keresztapja, Sirius kiszabadítására indul, és a minisztériumi csatában súlyos sebeket is szerez, amikor megtámadja egy „agy”.

### Harry Potter és a Félvér Herceg
Ron a nyarat az Odúban töltötte, amikor is megérkezett hozzájuk Harry. Mikor elindulnak szülői kísérettel az Abszol útra, találkoznak Draco Malfoyyal, majd a szülőket kicselezve követni kezdik a fiút. Harry gyanítja, hogy Malfoy halálfaló lett, de ezt se Ron, se Hermione nem hiszi el neki, mert túl abszurd lenne az egész.
Ron azt év folyamán egyre rosszabbul kezeli Ginny és Dean Thomas kapcsolatát, és szemrehányásokat tesz is nekik, amiért nem képesek „türtőztetni magukat”. Erre Ginny dührohamot kap, és elkezd ordítozni bátyjával, hogy csak azért szól rájuk, mert ő még sosem volt senkivel. Felhánytorgatja, hogy mind Harrynek, mind Hermionénak volt valakije, csak neki nem. Ron ezen ledöbben, mert nem is tudta, hogy Hermione járt Viktor Krummal, emiatt megharagszik a lányra, és alig szólnak egymáshoz. Ezzel párhuzamosan folynak a kviddicsedzések is, ahol is Ron lesz az őrző, de a teljesítménye nem az igazi. Mígnem a Mardekár elleni meccsen Ron brillírozik, mivel azt hiszi, hogy ivott a Felix Felicisből, de végül Harry felvilágosítja, hogy csak úgy tett mintha beleöntötte volna a varázsitalt a sütőtöklevébe. Ezen Ron egy picit meglepődik, de nem tulajdonít neki nagy jelentőséget, nem úgy mint Hermione, aki teljesen fel van háborodva ezen a tetten.
Mikor Harry felmegy az ünneplő griffendélesekhez, látja Ront és Lavender Brownt, amint éppen ölelik egymást. Ebben a pillanatban meglátja Hermionét is, aki kiviharzik a teremből.
Lavender és Ron ezennel egy párnak van kikiáltva és nevetséges módon Lavender Ront 'Von-Von'-nak hívja. Ebben az időben a trió nem igazán tartózkodik egy légtérben.
Később Ron a szülinapján megeszi a Harrynek szánt csokit, amit ő Romilda Vane-től kapott, aki abba szerelmi bájitalt csempészett, így Ront elbűvöli a lány gondolata is. Harry kétségbeesetten viszi Ront Lumpsluck-hoz, aki hatástalanítja a mérget, majd mikor mézborral kínálja őket, kiderül, hogy a bor mérgezett volt, de Harry megmenti barátja életét egy Lumpslucknál talált bezoárkővel. Ron így a gyengélkedőn köt ki, ahol is elég sok időt tölt el. Míg a gyengélkedőn fekszik, sokan látogatják, köztük Lavender is, bár akkor mindig azt tetteti, hogy alszik, hogy ne kelljen a lánnyal beszélnie. Ron szakítani akar a lánnyal, de nem tudja, hogyan. Megoldódik a problémája, amikor Lavender elmegy Ronhoz, és a fiú éppen ébredezik, s egy lány nevét suttogja. Ám nem Lavender nevét, hanem Hermionéét. Mikor kikerül a gyengélkedőről, nem tudja hogy szakítottak, de felszabadultnak érzi magát, és látványosan kedvesebb Hermionéhoz is. Mikor Harry elmegy Dumbledore-ral a horcruxot megkeresni, Ronék Harry javaslatára megisszák a maradék Felix Felicist és felveszik a harcot a halálfalókkal, akik Draco Malfoy segítségével jutottak be az iskolába.
Dumbledore halála után együtt vannak a gyengélkedőn, majd megbeszélik az igazgató temetésén, hogy Fleur és Bill esküvője után együtt fognak elindulni megkeresni a hiányzó lélekdarabokat.

### Harry Potter és a Halál ereklyéi
A 7. könyv elején részt vesz a „hét Potter” akcióban, segít kimenteni Harry-t a Dursley-házból az Odúba. Harry születésnapján megjelenik az Odúban a mágiaügyi miniszter, Rufus Scrimgeour. Átadja hármójuknak azt, amit Dumbledore rájuk hagyott. Ronra az önoltóját hagyta, amit állítólag maga Dumbledore készített. Hermione egy mesekönyvet, Harry pedig azt az aranycikeszt kapta meg, amit az első kviddicsmeccsén elkapott. Egyikük sem érti, miért ezeket kapták.
Később részt vesz bátyja, Bill esküvőjén, amelynek végén kénytelenek menekülni Harryvel és Hermionéval. Miután elindulnak megkeresni a horcruxokat, Ron eléggé mogorva és nemtörődöm lesz, nem elégedett a szállással és az étkezéssel, valamint nagyon aggódik a családja miatt. Végül megtalálják az első horcruxot, de nem tudják elpusztítani. Hetekig bolyongnak, nem találnak újabb lélekdarabot, de még azt az egyet sem tudják kinyitni. Ronald végül otthagyja barátait, megunva a tétlenkedést (mindezt a horcrux okozza, amely kihozza az emberből a legrosszabb tulajdonságait): lényeges dolgot akar csinálni. Ez idő tájt bátyjánál, Billnél és újdonsült feleségénél, Fleur-nél tartózkodik a Kagylólakban, majd hetekkel később az önoltót felhasználva visszatér Harryékhez.
Megmenti Harry életét, visszafogadják, de Hermione még sokáig haragszik rá, és levegőnek nézi őt.
Ezután megtalálják Hugrabug Helga kelyhét és Hollóháti Hedvig fejdíszét, majd elpusztítják a medállal együtt. Ron részt vesz a Roxfort ostromában, és a háború kellős közepén csattan el Ron és Hermione közt az első szerelmes csók (a Szükség Szobája előtti folyosón). Az epilógusból megtudjuk, hogy Hermione a felesége, és van két gyermekük is, Hugo és Rose.
Harry Potter és az elátkozott gyermek
Ugyan Ron ebben a színdarabban keveset szerepel, de megtudjuk, hogy 2016-2020-ig a Weasley Varázsvicc Vállalat vezetésében segédkezett George-nak, valamint, Albus Potter az ő alakját öltötte magára a Százfűlé-főzettel. 